# Final Fantasy Crystal Chronicles: Ring of Fates
Final Fantasy Crystal Chronicles: Ring of Fates (яп. ファイナルファンタジー・クリスタルクロニクル リング・オブ・フェイト файнару фантадзи: курисутару куроникуру рингу обу фэито) — японская компьютерная игра в жанре ролевой боевик, разработанная и выпущенная в 2007 году компанией Square Enix для портативного устройства Nintendo DS. Изначально издавалась исключительно на японском языке, однако в 2008 году появились версии для других регионов: Северной Америки, Европы и Австралии. Хронологически игра представляет собой вторую часть в серии Crystal Chronicles, а по сюжету является приквелом вышедшей несколькими годами ранее Final Fantasy Crystal Chronicles.

## Геймплей
Основная часть игрового процесса разворачивается на верхнем экране консоли, тогда как нижний показывает лишь инвентарь с предметами, статус персонажей, а также с помощью стилуса позволяет выбирать различные атаки. Обычный однопользовательский режим предполагает прохождение игры группой из четырёх героев, в отличие от оригинальной Crystal Chronicles, возможность создавать своих собственных персонажей отсутствует — действующие лица созданы заранее, имеют постоянные имена и персональные характеристики. Что же касается многопользовательского режима, то там персонажи по-прежнему создаются игроком, хотя визуально мало чем отличаются от стандартных. В случае совместной игры один игрок берёт под контроль только одного героя и во время сражений управляет только им. Интересным нововведением стал режим торговли муглами, осуществлённый с помощью технологии Nintendo Wi-Fi Connection.

## Сюжет
События Ring of Fates разворачиваются за тысячу лет до начала истории первой Crystal Chronicles, в так называемую «золотую эру», когда смертоносный газ «миазм» ещё не успел распространиться на планете, и все расы существуют в мире и процветании. Великий кристалл, который в предыдущей игре представлен множеством осколков, здесь ещё цел и с лёгкостью справляется со всеми защитными функциями. Сюжет описывает приключения двух протагонистов по имени Юрий и Шелинка, они отправляются в большое путешествие, в ходе которого присоединяют к своему отряду некоторых других персонажей, принадлежащих другим расам.

## Разработка
Официально о создании Ring of Fates было объявлено в 2004 году на выставке Electronic Entertainment Expo, изначально разработчики выбрали целевой консолью Game Boy Advance, однако позже сменили железо на Nintendo DS. Незадолго до релиза портал IGN назвал её «ключевой игрой» 2007 года. Руководитель проекта Мицуру Камияма отмечал в интервью, что большой акцент был сделан прежде всего на режиме для одного игрока, кроме того, он анонсировал дополнительные квесты в запланированном на более позднюю дату американском издании. Рассказывая о своей игре, Камияма особенно выделял возможность видеть надетую на персонажа экипировку. Музыку для саундтрека вновь сочинила Куми Таниока, заключительная композиция, «A World with No Stars», записывалась при участии популярной японской певицы Аико.

## Отзывы
| Сводный рейтинг       | Сводный рейтинг |
| Агрегатор             | Оценка          |
| --------------------- | --------------- |
| GameRankings          | 77,02 %         |
| Metacritic            | 77/100          |
| Иноязычные издания    |                 |
| Издание               | Оценка          |
| Edge                  | 6/10            |
| Game Informer         | 6/10            |
| GameSpot              | 7,5/10          |
| IGN                   | 8,2/10          |
| Nintendo World Report | 6/10            |
| ONM                   | 72 %            |

Японский игровой журнал Famitsu присудил Ring of Fates 35 баллов из 40 возможных. Обозреватели Nintendo Power остановились на оценке 7 по десятибалльной системе, заметив, что игра «хорошая, но не великая». Порталом IGN номинировалась на лучший сюжет в играх 2008 года, но в итоге уступила другому детищу Square Enix — The World Ends with You. По состоянию на 8 августа 2008 года, во всём мире продано 690 тысяч копий игры, из них 380 тысяч в Японии, 160 — на территории Северной Америки, 150 — в Европе и Австралии.